# فتحعلی‌کند
فتحعلی‌کند (به ترکی آذربایجانی: Fətəlikənd) یک منطقهٔ مسکونی در جمهوری آذربایجان است که در جمهوری آذربایجان واقع شده‌است. فتحعلی‌کند ۲٬۹۴۴ نفر جمعیت دارد.